# 이흥수 (1960년)
이흥수(李興洙, 1960년 12월 15일 ~ )은 대한민국의 정치인이다. 제29대 인천 동구청장을 역임했다.

## 학력
- 리라아트고등학교 졸업
- 대구대학교 사회교육학 학사
- 인하대학교 행정대학원 행정학 석사

## 경력
- 신한국당 인천 중구/동구/옹진군 청년회장
- 신한국당 인천 중구/동구/옹진군 협의회장
- 신한국당 인천 중구/동구/옹진군 부위원장
- 민주평화통일자문회의 인천 동구협의회 회장
- 제2대 인천광역시 동구의회 전반기 총무위원장
- 제2대 인천광역시 동구의회 후반기 부의장
- 제3대 인천광역시 동구의회 전반기 의장
- 제3대 인천광역시 동구의회 후반기 의장
- 2005 ~ 2006 제4대 인천광역시의회 의원
- 새누리당 인천시당 부위원장
- 2014.7 ~ 2018.6 제29대 민선 6기 인천광역시 동구청장
- 2020.03 ~ 2020.04 윤상현 4·15총선 미추홀희망캠프 정치발전위원회 공동위원장

## 수상
- 2015 대한민국 충효대상 지방자치행정부문 공로대상
- 2015 전국유권자 시민행동 전국유권자 대상 기초자치단체장 부문

## 논란

### 아들 취업비리 의혹
동구청과 계약한 인천 동구 관내 정화조 청소대행 업체 대표에게 자신의 아들을 취업청탁하고 이에 청소업체 대표는 이흥수 구청장의 아들을 2015년 6월부터 2016년 3월까지 자신이 조합장으로 있는 협동조합에 채용하면서 제대로 출근하지도 않은 이흥수 구청장의  아들에게 2000만원의 임금을 지급한 혐의로 불구속 입건되었다. 경찰이 출입국 기록을 확인한 결과 해당 조합은 이 구청장의 아들이 해외여행으로 출국해 출근을 하지 않았는데도, 정상적으로 출근한 것으로 서류를 조작한 것으로 드러났다. 또 조합 측이 1년 이상 근무한 직원만 받을 수 있는 퇴직금을 10개월간 근무한 이 구청장 아들에게 지급했고, 한 달 치 급여를 더 준 사실도 확인되었으며 이흥수 구청장의 아들은 10달중 30일정도만 출근을 한 것으로 경찰에서는 추정하고 있는 상황이다.

### 민간인 사찰 의혹
공무원들이 작성한 동향보고를 통해 민간인의 동향을 보고 받고 개인의 성향을 파악 하는 등 민간인을 사찰해왔다는 의혹이 나와 논란이 되고 있다. 2015년에 작성된 것으로 보이는 문제의 동향보고에는 해당 주민에 대한 성향을 분석하면서 “사회철학 및 정서가 종전 대표와 비슷한 성향으로 의식연대가 가능함”이라고 적혀 있었다. 동구청이 주민에 대한 ‘사회 철학’과 ‘정서’ 등의 성향을 판단하고 의식연대가 가능한 인물로 분류하는 등 주민에 대한 성향 파악을 실시한 것 아니냐는 의혹이 나오고 있다.

## 역대 선거 결과
|  | 61.52% |

|  | 0% |

|  | 48.70% |

|  | 38.99% |

|  | 47.82% |

|  | 39.58% |